# 国府町東高輪
国府町東高輪（こくふちょうひがしたかわ）は、徳島県徳島市の町名。南井上地区に属している。郵便番号は779-3105。

## 地理
徳島市の北西部に位置。北は飯尾川で国府町東黒田、東は国府町花園、西は国府町西高輪と接する。飯尾川右岸・鮎喰川左岸に位置する平地農村で標高4.0～5.0m。
名方郡条理地割が残り、「和妙抄」井上郷の地で、中世の高輪塁跡は旧字天満の隅野神社と伝わる。市街化調整区域に入るため住宅地化は進まず、土盛りをした高石垣に囲まれた農家を中心とした農村的風景がみられる。

## 歴史
1967年（昭和42年）に名東郡国府町が徳島市に編入し、現在の町名となった。

## 世帯数と人口
2022年（令和4年）9月1日現在の世帯数と人口は以下の通りである。
| 町丁         | 世帯数  | 人口  |
| ------------ | ------- | ----- |
| 国府町東高輪 | 158世帯 | 364人 |

## 小・中学校の学区
市立小・中学校に通う場合、学区は以下の通りとなる。
| 番地 | 小学校               | 中学校             |
| ---- | -------------------- | ------------------ |
| 全域 | 徳島市立南井上小学校 | 徳島市立国府中学校 |

## 交通

### 道路
都道府県道
- 徳島県道29号徳島環状線

## 施設
- 徳島健祥会福祉専門学校
- 健祥会プレゼンテーション